# Aandelenindex

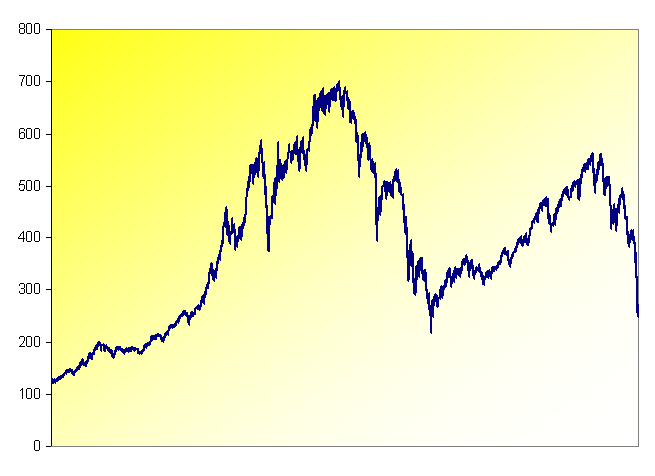
Aandelenindex de AEX over de periode 1992-2008

De aandelenindex is een in de tijd variërend getal dat bedoeld is om het relatieve waardeverloop van een mandje aandelen te representeren. Vaak zijn dit de grootste aandelen van een beurs, zoals de Dow Jones Industrial Average in New York, de AEX in Nederland, de BEL 20 in België of de DAX-index in Duitsland. Ook is het mogelijk dat er een aandelenindex wordt gecreëerd op een mandje aandelen uit een bepaalde sector, bijvoorbeeld van de aandelen in de auto-industrie. Enkele aandelenindices worden berekend op basis van alle aandelen die genoteerd zijn aan een beurs. 

## Keuze van de fondsen
De criteria die de grondslag vormen voor de keuze van de bedrijven waaruit de index wordt samengesteld verschilt per index. De meeste indices worden periodiek herzien en aangepast. Van de bedrijven die nu deel uitmaken van de Dow Jones-index, is er maar één dat vanaf het begin meegenomen werd in de berekening. Bedrijven die failliet gaan of anderszins uit de gratie raken worden verwijderd, nieuwe bedrijven maken hun entree. De AEX wordt tweemaal per jaar herwogen (in maart en september). Bij de Braziliaanse Bovespa gebeurt dit elk kwartaal.

## Continuïteit van de index
Als het mandje wordt gewijzigd wordt er altijd voor gezorgd dat de wijziging op zich de index op het moment van wijziging geen sprong laat maken, zodat de continuïteit van de index gewaarborgd wordt. Dit wordt gedaan door de index te schrijven als de indexmarktwaarde (de marktwaarde van het mandje aandelen) gedeeld door een divisor (deler). De indexmarktwaarde is een tussenresultaat bij de berekening van de index. Deze nader te definiëren indexmarktwaarde varieert in de tijd; de formule ervoor wijzigt bij de aanpassing. De divisor is steeds een constante, die alleen wijzigt bij een aanpassing. Uit de indexmarktwaarde op het moment van de aanpassing volgens de oude en nieuwe formule (twee positieve getallen) en de oude divisor is gemakkelijk de nieuwe divisor te berekenen.

## Indexverloop als functie van het koersverloop per fonds
Binnen een periode waarin het mandje gelijk blijft is de relatieve waardeverandering van het mandje aandelen in een tijdsinterval van een tijd {\displaystyle t_{0}} tot een tijd {\displaystyle t_{1}} het gewogen gemiddelde van de relatieve koersveranderingen per fonds in dit tijdsinterval, met als gewicht steeds de waarde op tijd {\displaystyle t_{0}} van de aandelen van een fonds als fractie van de totale waarde. Als bijvoorbeeld oorspronkelijk 40% van een kapitaal belegd is in fonds A dat een koersstijging van 1% ondergaat en 60% in fonds B dat een koersstijging van 10% ondergaat, dan stijgt de totale waarde 40% van 1% is 0,4%, plus 60% van 10% is 6%, dus in totaal 6,4%. Een index met aandelen A en B in de genoemde verhouding stijgt dan met 6,4%. Anders uitgedrukt: de toename van de index gedeeld door de oude index is 0,4 × 0,01 + 0,6 × 0,1 = 0,064; de index wordt vermenigvuldigd met 0,4 × 1,01 + 0,6 × 1,1 = 1,064. Bij beide berekeningen wordt een gewogen gemiddelde bepaald met (genormaliseerde) gewichten 0,4 en 0,6.

## Methodes van berekening en samenstelling
Bij een marktkapitalisatiegewogen index (float-adjusted capitalization weighted index) bevat het mandje alle vrij verhandelbare aandelen van elk geselecteerd fonds (of van alles een evenredig deel). Een bepaalde procentuele wijziging van de koers van een aandeel van een groot bedrijf heeft meer invloed op de index dan dezelfde procentuele wijziging van de koers van een aandeel van een klein bedrijf.
Bij een prijsgewogen index (koersgewogen index, price weighted index of price weight index) bevat het mandje één aandeel per geselecteerd fonds. Een bepaalde procentuele wijziging van de koers van een aandeel met een hoge koers (een hoge prijs per stuk) heeft meer invloed op de index dan dezelfde procentuele wijziging van de koers van een aandeel met een lage koers. Bij een aandelensplitsing moet de divisor worden aangepast.
Bij een gelijkgewogen index (equal weighted index) bevat het mandje op enig moment per geselecteerd fonds een hoeveelheid aandelen zodanig dat de waarde voor elk fonds gelijk is (dus veel aandelen als ze per stuk weinig kosten, en omgekeerd). Binnen een periode waarin het mandje gelijk blijft is de relatieve waardeverandering van het mandje aandelen in een tijdsinterval van het genoemde moment tot een later moment het gewone gemiddelde van de relatieve koersveranderingen per fonds in dit tijdsinterval. De aantallen aandelen blijven enige tijd onveranderd, waardoor de waarde per fonds uiteen gaat lopen. Van tijd tot tijd worden de aantallen aandelen aangepast, zodanig dat de waarde per fonds weer gelijk wordt. De divisor moet dan worden aangepast.
Een variant is de marktkapitalisatiegewogen index waarbij een maximum gewicht wordt gehanteerd. Bij de AEX Index is het maximum gewicht van een individueel beursgenoteerd bedrijf vastgesteld op 15%. Bij indices bestaande uit een beperkt aantal bedrijven beperkt dit maximum (de capping) de invloed die de koers van enkele grote bedrijven op de index kan hebben. Bij de AEX geldt dit maximum voor twee bedrijven: Royal Dutch en Unilever.
Van de S&P 500 aandelenindex bestaan twee versies, een marktkapitalisatiegewogen en een gelijkgewogen versie (S&P 500 EWI). Bij de laatste wordt ieder kwartaal het gewicht van een aandeel teruggebracht naar 0,2%. In de 10 jaar van 2005 tot en met 2014 behaalde de gelijkgewogen index in zeven jaren een beter netto totaal rendement dan de marktgewogen versie.

### Rekenvoorbeeld
In de onderstaande tabel wordt de waardeontwikkeling van de index berekend naar alle drie methoden. In de kolommen (A) en (B) staan de koersen van vijf bedrijven (K tot en met O) op twee verschillende momenten. Voor de alleen op t=0 geherbalanceerde prijsgewogen index worden de koersen op beide momenten opgeteld en volgt een procentuele daling van 9,8%. In geval van een gelijkgewogen index is de relatieve verandering van de index gelijk aan het gemiddelde van de vijf relatieve koersveranderingen, ofwel een daling van 10,3%. Voor de berekening van een marktkapitalisatiegewogen index worden de koersen eerst vermenigvuldigd met het aantal aandelen in de index (C). Uit de som van de uitkomsten blijkt de index slechts 1,0% te zijn gedaald. Het effect van de sterke koersdaling van de aandelen van bedrijven L en O wordt gereduceerd door het lage aantal aandelen van deze bedrijven bij deze methode. 
| Bedrijf             | Koers (t=0) (A) | Koers (t=1) (B) | Procentuele mutatie koers (B)/(A) | Aantal aandelen in index (C) | Waarde in index (t=0) (D)=(A)x(C) | Waarde in index (t=1) (E)=(B)x(C) |
| ------------------- | --------------- | --------------- | --------------------------------- | ---------------------------- | --------------------------------- | --------------------------------- |
| K                   | 100             | 102             | 2,0%                              | 100                          | 10.000                            | 10.200                            |
| L                   | 85              | 50              | 41,2%                             | 20                           | 1700                              | 1000                              |
| M                   | 50              | 55              | 10,0%                             | 50                           | 2500                              | 2750                              |
| N                   | 40              | 43              | 7,5%                              | 40                           | 1600                              | 1720                              |
| O                   | 10              | 7               | 30,0%                             | 10                           | 100                               | 70                                |
| Som                 | 285             | 257             |                                   |                              | 15.900                            | 15.740                            |
| Procentuele mutatie |                 | -9,8%           | -10,3%                            |                              |                                   | -1,0%                             |

### Gevolg van dividenduitkering
Bij de berekening van een aandelenindex is het uitgekeerde dividend een complicerende factor. Bij een prijsindex worden de koersen gebruikt zoals deze tot stand zijn gekomen op de beurs. Wanneer er dividenden worden uitgekeerd dan daalt de koers van het aandeel, ceteris paribus, en met deze lagere aandelenkoers wordt de index berekend. Als voor de uitgekeerde dividenden wordt gecorrigeerd, door deze weer bij de aandelenkoersen op te tellen, wordt gesproken over gross return. Dit laatste is de som van het koersresultaat en het dividendrendement. Het dividendrendement is nooit negatief en het totaal rendement zal daarom nooit lager zijn dan het koersresultaat.

## Nut van beursindex
Het nut van het gebruik van een beursindex is onder meer:
- Mogelijkheid tot vergelijken koersniveaus over het verloop van tijd ("de aandelen op de beurs staan gemiddeld hoger dan vorige week")
- Mogelijkheid tot vergelijken beleggingsprestaties met het gemiddelde beursresultaat ("jouw beleggingsresultaat over 2006 was lager dan de koersstijging van de AEX in dezelfde periode"). De index fungeert zo als benchmark.
- Het vereenvoudigt de mogelijkheden om te beleggen/speculeren op een grote hoeveelheid aan aandelen ("ik bescherm mijn beleggingsportefeuille door het kopen van een putoptie op de AEX-index"). Bij opties en futures op een index wordt gespecificeerd met welk geldbedrag een indexpunt correspondeert.

In veel gevallen kent een index een aantal subindices. Een "brede" aandelenindex kan enkele honderden aandelen bevatten, en is verdeeld in sub-indices per sector of industriegroep: auto-industrie, banken, chemie, consumentenproducten, media, nutsbedrijven, technologie, telecom, et cetera. Er zijn ook indices die bepaalde industrietakken juist uitsluiten, bijvoorbeeld indices "ex tobacco and alcohol".
Behalve de in de media bekende indices als de hierboven genoemde AEX en DJIA worden in het vermogensbeheer de indices van MSCI, Salomon Brothers en EFFAS veel gebruikt. Dow Jones publiceert nog vele andere indices. Er zijn, alle sub-indices meegerekend, vele duizenden indices in omloop.
Opgemerkt wordt voor het vergelijken van koersniveaus en beleggingsprestaties een index niet een "officieel" iets hoeft te zijn. Een effectenbeurs zal vaak zelf een of meer indices publiceren, als publieksvoorlichting of uit marketing-oogpunt, maar een ieder kan zelf een index ontwikkelen en bijhouden, met data die hij of zij relevant acht. Effectenbeurzen en statistische bureaus verkopen hiertoe hun gegevens aan professionele indexsamenstellers. Een particulier zou echter bijvoorbeeld een index kunnen samenstellen van de ontwikkeling van de groenteprijzen op de wekelijkse markt in zijn woonplaats, desnoods met sub-indices voor individuele groentesoorten. Voor het gemakkelijk beleggen/speculeren op een index is men wel afhankelijk van wat er aan opties, futures en exchange-traded funds (ETF's, indextrackers) beschikbaar is.

## Overzicht beursindices

### Wereldwijd
- MSCI World, 23 ontwikkelde landen
- MSCI All Country World, ontwikkelde en opkomende landen

### Regionaal
- MSCI Emerging Markets, opkomende landen

### Europa
- AEX, Nederland
- AMX, Nederland
- ATX, Oostenrijk
- BEL 20, België
- BELEX15, Servië
- BET-20, Roemenië
- BIRS, Bosnië en Herzegovina
- BUX, Hongarije
- CAC 40, Frankrijk
- CROBEX, Kroatië
- DAX, Duitsland
- Euro Stoxx 50, landen in de eurozone
- FTSE 100, Verenigd Koninkrijk
- FTSE MIB, Italië
- IBEX-35, Spanje
- ISEQ, Ierland
- LuxX, Luxemburg
- OMX Copenhagen 20, Denemarken
- OMX Helsinki 25, Finland
- OMX Iceland 15, IJsland
- PSI, Portugal
- PX, Tsjechië
- SASX-10, Serajevo stock exchange
- SAX, Slowakije
- SMI, Zwitserland
- WIG 20, Polen

### Noord-Amerika
- S&P 500, Verenigde Staten
- NASDAQ Composite, Verenigde Staten
- Dow Jones Industrial Average, Verenigde Staten
- Dow Jones Wilshire 5000, Verenigde Staten
- Russell 2000, Verenigde Staten
- SOX, Verenigde Staten

### Zuid-Amerika
- Bovespa, Brazilië
- Merval, Argentinië

### Azië
- BSE Sensex, India
- Nikkei 225, Japan
- TOPIX, Japan
- Hang Seng, Hongkong
- SSE Composite, China
- Straits Times, Singapore
- KOSPI, Zuid-Korea
- LQ-45, Indonesië

### Midden-Oosten
- TA-25, Israël

### Afrika
- FTSE/JSE Africa All Share Index, Zuid-Afrika